# Musculus adductor longus
De musculus adductor longus of lange dijadductor is een van de spieren die het bovenbeen naar het andere been toe trekt, adduceert.

## Origo, insertie

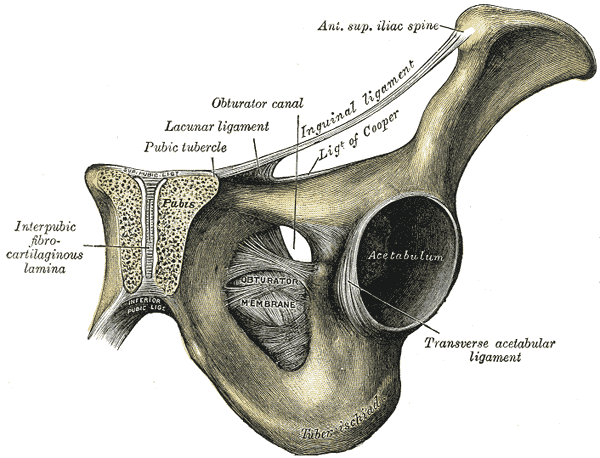
heupbeen, met ‘’tuberculum pubicum’’.

De origo, oorsprong van de musculus adductor longus, is het tuberculum pubicum. De pees van de spier is onderhuids te zien wanneer de benen worden geabduceerd en door hem af te tasten kan men het tuberculum pubicum vinden.
De insertie is ter plaatse van de ‘’linea aspera’’ aan de achterzijde van het dijbeen in het verlengde van de aanhechting van de musculus pectineus.

## Functie, innervatie
De spier adduceert het bovenbeen, geeft exorotatie in het bovenbeen en draagt bij aan flexie in de heup. De innerverende zenuw is de nervus obturatorius, die motorische zenuwvezels vanuit de ruggenmergssegmenten L2 tot L4 bij de spier aflevert.
Samen met de nervus obturatorius komt de arteria obturatoria door het foramen bij de adductoren. Deze voorziet samen met de arteria profunda femoris, een tak van de liesslagader, de adductoren van zuurstofrijk bloed.